# Évans
Évans és un municipi francès situat al departament del Jura i a la regió de Borgonya - Franc Comtat. L'any 2007 tenia 596 habitants.

## Demografia

### Població
El 2007 la població de fet d'Évans era de 596 persones. Hi havia 212 famílies de les quals 40 eren unipersonals (20 homes vivint sols i 20 dones vivint soles), 68 parelles sense fills, 92 parelles amb fills i 12 famílies monoparentals amb fills.
La població ha evolucionat segons el següent gràfic:
Habitants censats

### Habitatges
El 2007 hi havia 225 habitatges, 214 eren l'habitatge principal de la família, 2 eren segones residències i 9 estaven desocupats. 204 eren cases i 20 eren apartaments. Dels 214 habitatges principals, 190 estaven ocupats pels seus propietaris, 20 estaven llogats i ocupats pels llogaters i 4 estaven cedits a títol gratuït; 6 tenien dues cambres, 12 en tenien tres, 53 en tenien quatre i 143 en tenien cinc o més. 196 habitatges disposaven pel capbaix d'una plaça de pàrquing. A 75 habitatges hi havia un automòbil i a 131 n'hi havia dos o més.

### Piràmide de població
La piràmide de població per edats i sexe el 2009 era:
| Homes | Edats   | Dones |
| ----- | ------- | ----- |
| 0     | 95 o +  | 0     |
| 0     | 90 a 94 | 0     |
| 0     | 85 a 89 | 0     |
| 0     | 80 a 84 | 0     |
| 8     | 75 a 79 | 4     |
| 8     | 70 a 74 | 12    |
| 16    | 65 a 69 | 8     |
| 4     | 60 a 64 | 12    |
| 20    | 55 a 59 | 12    |
| 4     | 50 a 54 | 20    |
| 16    | 45 a 49 | 8     |
| 44    | 40 a 44 | 28    |
| 28    | 35 a 39 | 28    |
| 12    | 30 a 34 | 4     |
| 12    | 25 a 29 | 24    |
| 16    | 20 a 24 | 0     |
| 24    | 15 a 19 | 32    |
| 32    | 10 a 14 | 32    |
| 16    | 5 a 9   | 16    |
| 20    | 0 a 4   | 12    |

## Economia
El 2007 la població en edat de treballar era de 395 persones, 293 eren actives i 102 eren inactives. De les 293 persones actives 281 estaven ocupades (157 homes i 124 dones) i 12 estaven aturades (5 homes i 7 dones). De les 102 persones inactives 30 estaven jubilades, 46 estaven estudiant i 26 estaven classificades com a «altres inactius».

### Ingressos
El 2009 a Évans hi havia 224 unitats fiscals que integraven 630 persones, la mediana anual d'ingressos fiscals per persona era de 19.681 €.

### Activitats econòmiques
Dels 16 establiments que hi havia el 2007, 1 era d'una empresa extractiva, 1 d'una empresa de fabricació d'altres productes industrials, 3 d'empreses de construcció, 4 d'empreses de comerç i reparació d'automòbils, 2 d'empreses d'hostatgeria i restauració, 3 d'empreses de serveis, 1 d'una entitat de l'administració pública i 1 d'una empresa classificada com a «altres activitats de serveis».
Dels 5 establiments de servei als particulars que hi havia el 2009, 1 era un taller de reparació d'automòbils i de material agrícola, 1 guixaire pintor, 1 fusteria i 2 restaurants.
L'any 2000 a Évans hi havia 13 explotacions agrícoles que ocupaven un total de 738 hectàrees.

## Equipaments sanitaris i escolars
El 2009 hi havia una escola elemental.

## Poblacions més properes
El següent diagrama mostra les poblacions més properes.